# Martial Sinda
Pour les articles homonymes, voir Sinda.
Martial Sinda, né en 1935 dans le sud de l'actuel Congo-Brazzaville et mort le 17 juillet 2025 à Paris,, est un poète et universitaire congolais, spécialiste de l'histoire des religions africaines.

## Biographie
Martial Sinda est né en 1935 en Afrique-Équatoriale française, à Mbamou-Sinda, dans l'actuel district de Kinkala. Il est apparenté à l'écrivain et homme politique congolais Jean Malonga. Il a fait ses études en France à partir de 1948. Son recueil de poèmes Premier Chant du départ est publié par Pierre Seghers le 15 juin 1955. Il remporte le Grand Prix littéraire de l'Afrique Equatoriale française 1956 (devant Le Mauvais Sang de Tchicaya U Tam'Si) et provoque le scandale. Martial Sinda n'échappe à l'expulsion que grâce à l'intervention de Léopold Sédar Senghor et Paul Chauvet,.
En 1961, Martial Sinda a soutenu à la Sorbonne sa thèse sur le kimbanguisme « Le messianisme congolais et ses incidences politiques depuis son apparition jusqu'à l'époque de l'indépendance, 1921-1961. ». Elle est publiée en 1972 aux éditions Payot et reçoit le prix Georges-Bruel de l’Académie des sciences d’outre-mer en 1974.
Entré tard en politique, il a été élu en 1992 sénateur de la République du Congo.
En août 2011, il a été fait docteur honoris causa de l'université Simon Kimbangu de Kinshasa.

## Publications
- Premier chant du départ, Pierre Seghers, 1955 (poèmes) — réédité en 1956.
- Le Messianisme congolais et ses incidences politiques, kimbanguisme, matsouanisme, autres mouvements, Payot, 1972.
- André Matsoua : fondateur du mouvement de libération du Congo, Afrique Biblio Club, Paris, Abidjan, Dakar, 1977. ISSN 0338-0882
- Simon Kimbangu : prophète et martyr zaïrois, Afrique Biblio Club, Paris, Abidjan, Dakar, 1977.  (ISBN 2858090793)
- « L'État africain postcolonial : les forces sociales et les communautés religieuses dans l'État postcolonial en Afrique », Présence africaine, 1983, n° 127, p 240-260.